# القمة الخليجية 2023 (الدوحة)
قمة مجلس التعاون الخليجي 2023 أو القمة الخليجية 44 عقدت القمة في يوم الثلاثاء 5 ديسمبر 2023 بمدينة الدوحة عاصمة دولة قطر برئاسة الشيخ تميم بن حمد آل ثاني أمير دولة قطر.

## المشاركون

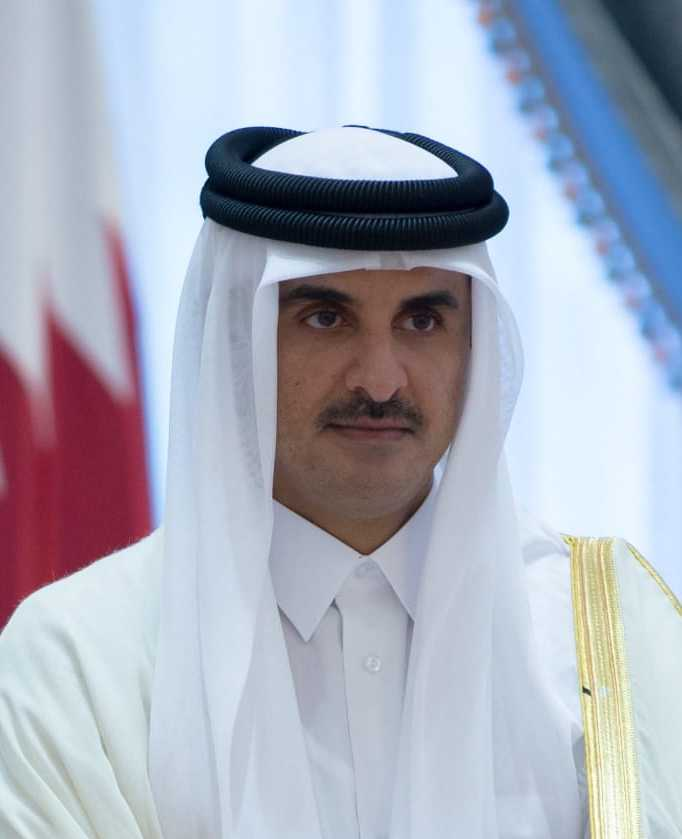
دولة قطر صاحب السمو الشيخ تميم بن حمد آل ثاني أمير دولة قطر (رئيس القمة)
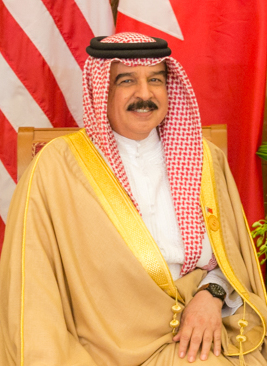
مملكة البحرين صاحب الجلالة الملك حمد بن عيسى آل خليفة ملك مملكة البحرين
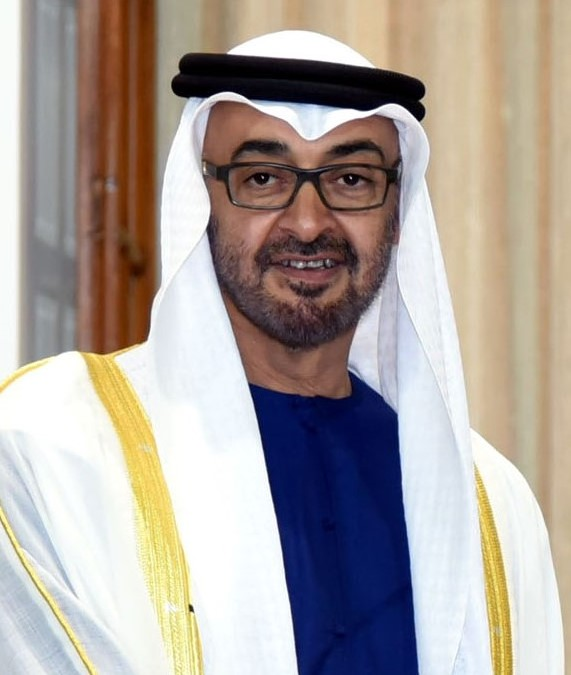
دولة الإمارات العربية المتحدة صاحب السمو الشيخ محمد بن زايد آل نهيان رئيس دولة الإمارات العربية المتحدة
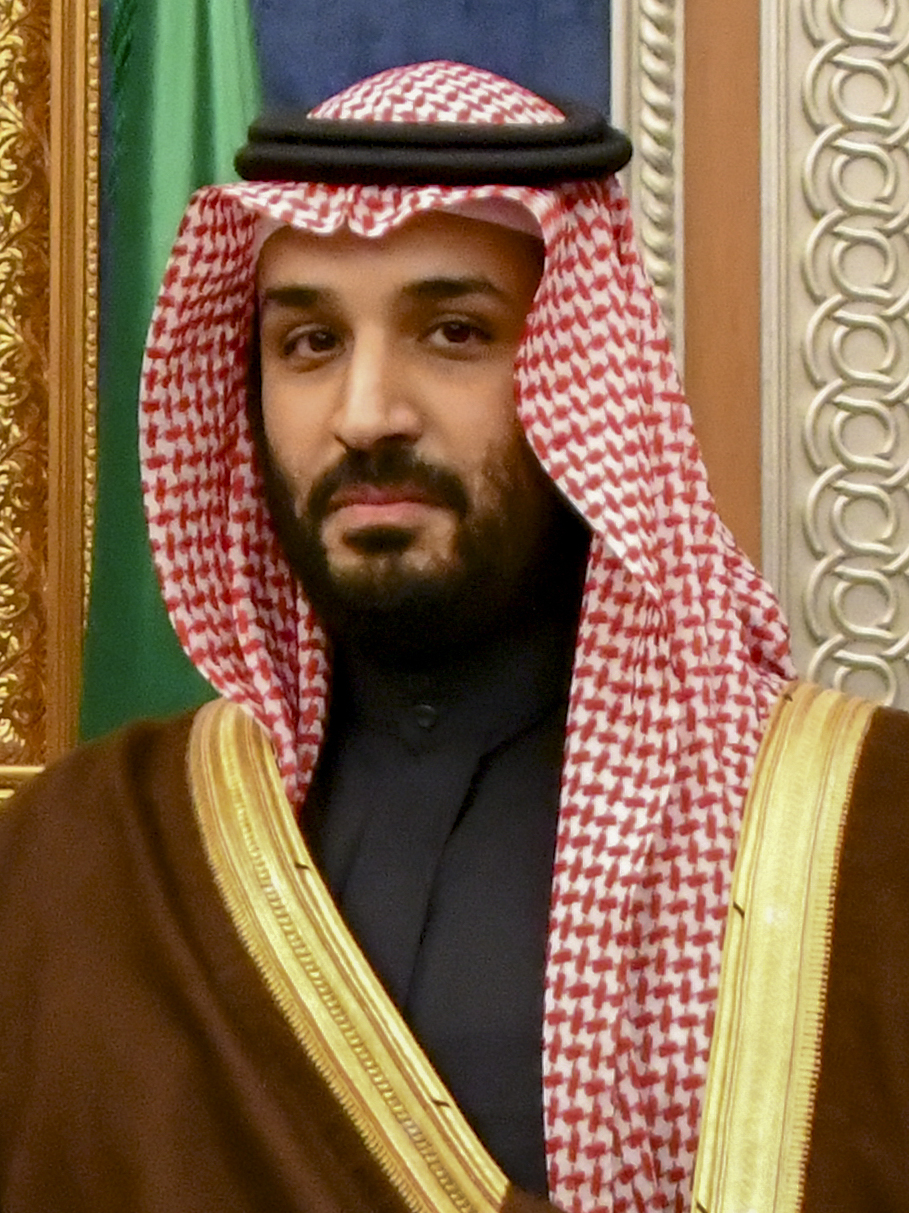
المملكة العربية السعودية صاحب السمو الملكي الأمير محمد بن سلمان آل سعود ولي العهد رئيس مجلس الوزراء
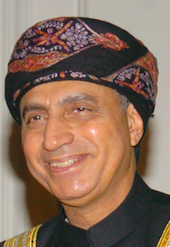
سلطنة عمان صاحب السمو السيد فهد بن محمود آل سعيد نائب رئيس الوزراء لشؤون مجلس الوزراء
دولة الكويت معالي الشيخ سالم عبدالله الجابر الصباح وزير الخارجية
الأمانة العامة لمجلس التعاون الخليجي معالي السيد جاسم محمد البديوي أمين عام مجلس التعاون لدول الخليج العربية

## الجلسة الافتتاحية
عقدت الجلسة الإفتتاحية ظهر يوم يوم الثلاثاء 5 ديسمبر 2023 في فندق الشيراتون حيث تفضل الشيخ تميم بن حمد آل ثاني أمير قطر بأفتتاح القمة وكما ألقى أمير قطر كلمة خلال أفتتاحه للقمة وتطرق أمير قطر في كلمة للقضية الفلسطينية حيث شدد على أن قضية غزة ليست منفصلة بل تتطلب إنهاء الاحتلال بكل الأراضي الفلسطينية، مشيراً إلى ضرورة إجبار إسرائيل على العودة لمفاوضات ذات مصداقية لحل الدولتين.

## إعلان الدوحة
أكد إعلان الدوحة الصادر عقب القمة وقوف دول مجلس التعاون إلى جانب الشعب الفلسطيني، ودعمها المتواصل لرفع المعاناة عن سكان قطاع غزة، داعياً المجتمع الدولي إلى التدخل لوقف إطلاق النار وحماية المدنيين الفلسطينيين. 
كما أكد إعلان الدوحة ضرورة الاستئناف الفوري للهدنة الإنسانية وصولاً لوقف كامل ومستدام لوقف إطلاق النار، وضمان وصول كافة المساعدات الإنسانية والإغاثية والاحتياجات الأساسية، واستئناف عمل خطوط الكهرباء والمياه ودخول الوقود والغذاء والدواء لسكان غزة. 

## قرارات القمة
تم اتخاذ القرار بتفعيل الإجراءات اللازمة لتنفيذ التأشيرة الخليجية السياحية الموحدة، والتي قام وزراء الداخلية دول مجلس التعاون الخليجي قد اعتمدوا مشروعها خلال الاجتماع الـمنعقد في مسقط في 8 نوفمبر 2023.